# Михайлов Михайло Григорович
Михайло Григорович Михайлов (21 листопада 1908, село Куровиці, тепер Гатчинського району Ленінградської області Російська Федерація — ?, село Куровиці Гатчинського району Ленінградської області, тепер Російська Федерація) — радянський державний діяч, ланковий, голова колгоспу імені Кірова Гатчинського району Ленінградської області. Депутат Верховної ради СРСР 3-го скликання. Герой Соціалістичної Праці (23.04.1949).

## Життєпис
Народився в бідній селянській родині. Закінчив чотири класи сільської школи. До 1930 року працював у господарстві батька.
У 1930—1932 роках служив в ескадроні зв'язку кавалерійської бригади Червоної армії. 
Після демобілізації з 1932 року працював у колгоспі імені Кірова села Куровиці Гатчинського району Ленінградської області.
У жовтні 1939 року мобілізований до Червоної армії. У 1939—1940 роках брав участь у радянсько-фінській війні, служив на 20-й авіабазі Північно-Західного фронту. У квітні 1940 року повернувся в рідне село, продовжив працю в колгоспі імені Кірова.
З червня 1941 року — на фронтах німецько-радянської війни: служив у 409-й окремій роті зв'язку при штабі Ленінградського фронту, у 8-му окремому полку урядового зв'язку НКВС 2-го Українського фронту, був начальником дільниці посту урядового зв'язку. Демобілізований у листопаді 1945 року.
З 1945 року завідував клубом у селі Куровицях Гатчинського району Ленінградської області.
Член ВКП(б) з 1947 року.
З 1948 року — ланковий рільничої бригади, бригадир, з 1950 року — голова правління колгоспу імені Кірова села Куровиці Гатчинського району Ленінградської області. Збирав високі врожаї сільськогосподарських культур, зокрема жита.
У 1953 році закінчив сільськогосподарську школу із підготовки голів колгоспів у місті Пушкіно Ленінградської області, здобув спеціальність агронома.
У 1954 році за станом здоров'я вийшов на пенсію. До 1965 року працював лісником у колгоспі «Пам'ять Ілліча» Гатчинського району Ленінградської області.
Помер у селі Куровиці Гатчинського району Ленінградської області.

## Нагороди і звання
- Герой Соціалістичної Праці (23.04.1949)
- орден Леніна (23.04.1949)
- орден Червоної Зірки
- медаль «За відвагу»
- медаль «За оборону Ленінграда»
- медаль «За взяття Будапешта»
- медаль «За перемогу над Німеччиною у Великій Вітчизняній війні 1941—1945 рр.» (1946)
- медалі